# Sant Quintí d’en Bas

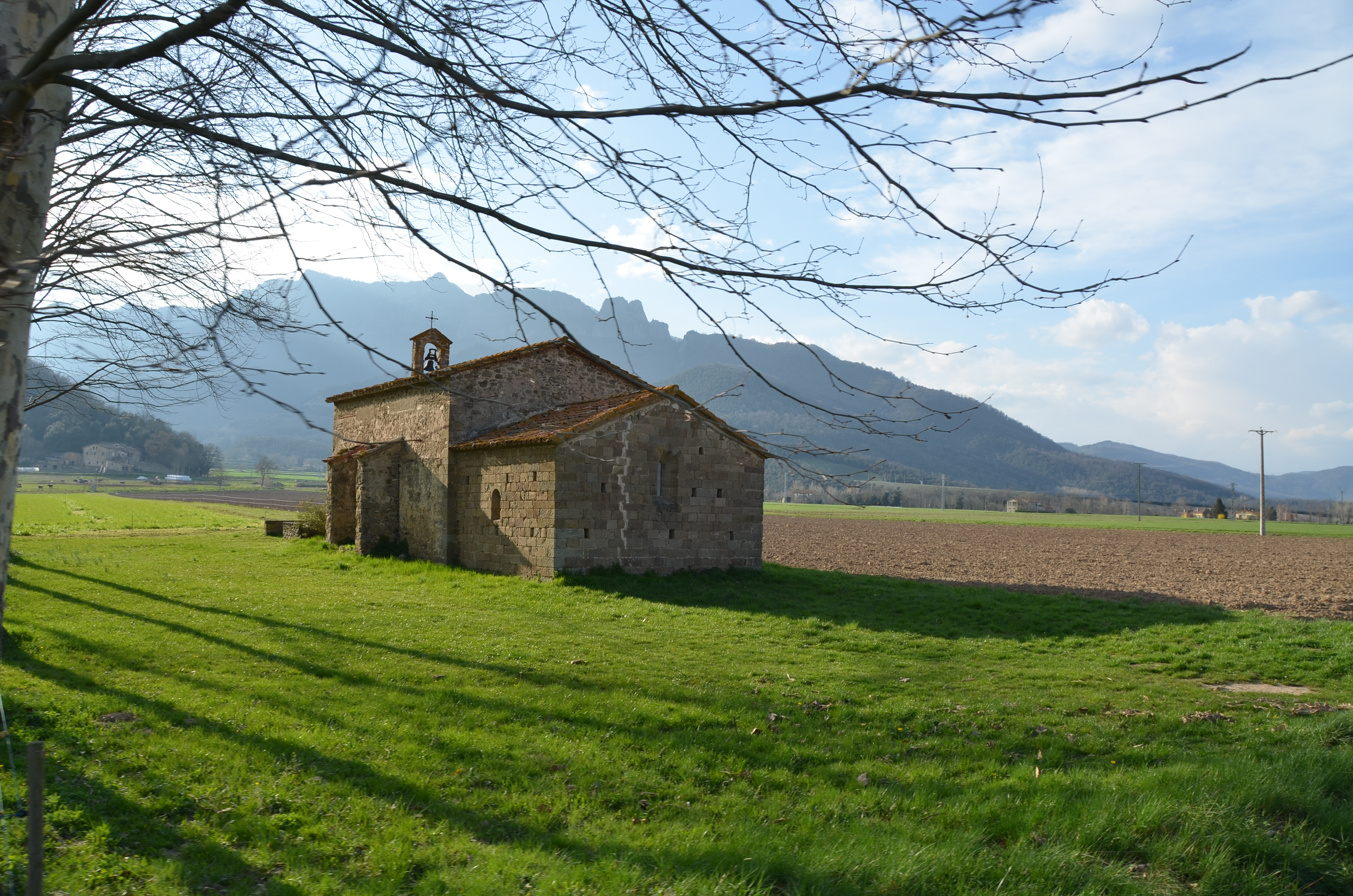
Die romanische Einsiedlerkapelle Sant Quintí d’en Bas

Sant Quintí d’en Bas ist eine kleine, im Ursprung romanische Einsiedlerkapelle auf der linken Seite des Fluvià etwas nördlich des Ortsteils Els Hostalets der Gemeinde La Vall d’en Bas in der katalanischen Provinz Girona in Spanien gelegen. Die Kapelle liegt mitten in Wiesen und Feldern. Im Hintergrund sieht man die Felswände des Puigsacalm.

## Baugeschichte

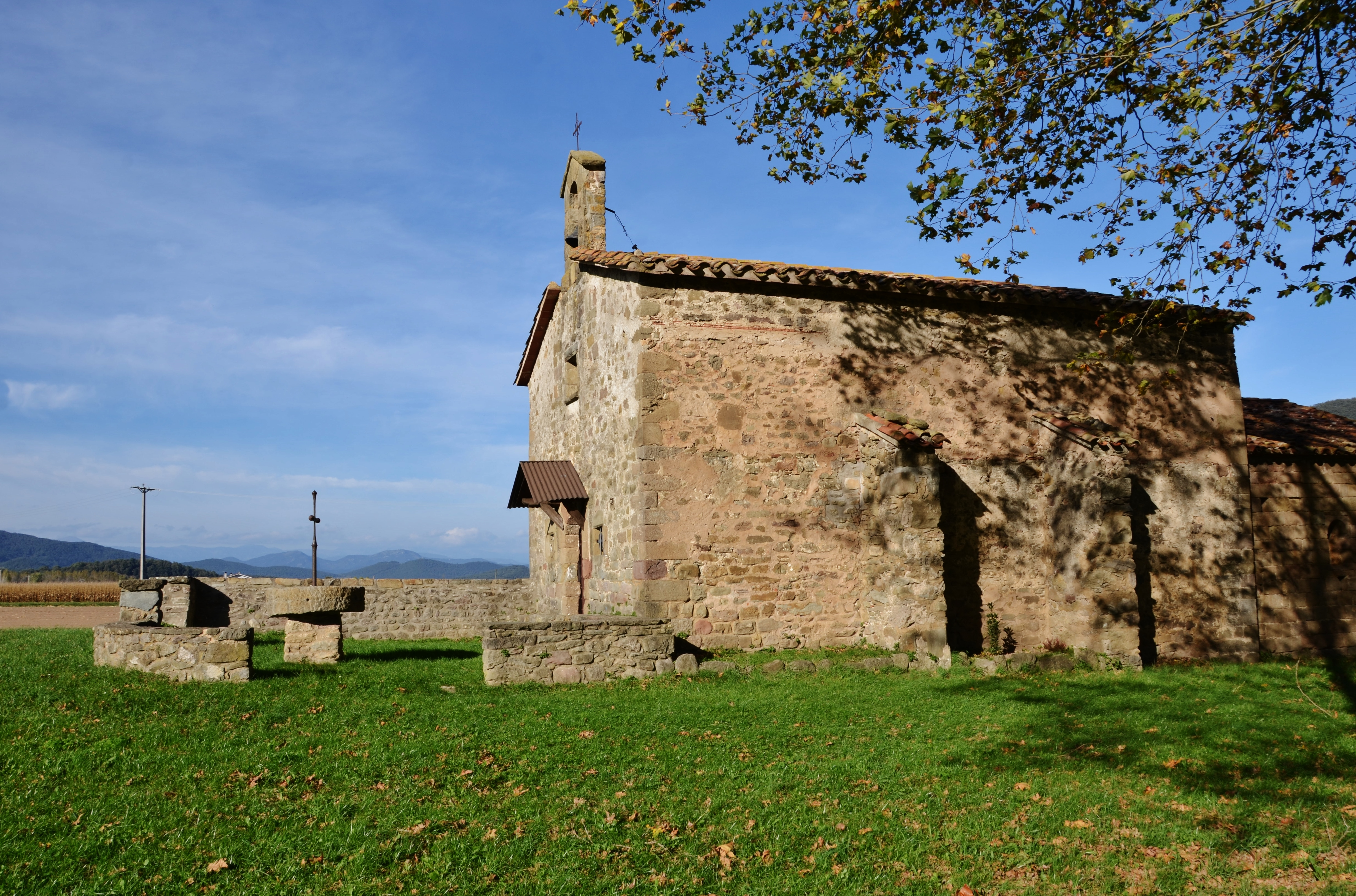
Die romanische Einsiedlerkapelle Sant Quintí d’en Bas

Es handelt sich um ein kleines romanisches Ursprungsgebäude aus dem 13. Jahrhundert, das zu Anfang des 18. Jahrhunderts an der Westseite um einen gleich langen, aber deutlich voluminöseren Baukörper erweitert wurde. Der alte romanische Bauteil wurde nach dem Anbau als Sakristei genutzt. Im Zuge einer umfassenden Restaurierung im Sommer 1980 wurde das gesamte Gebäude ohne die Funktion einer Sakristei wieder für den Gottesdienst genutzt. Die Ostfassade ist rechteckig mit einem zentralen Fenster. Die Glockenwand erhebt sich über der Westfassade, wo sich auch die leicht oval gestaltete Eingangstür befindet. Rechts und links der Eingangstür befindet sich ein Fenster. Der Zweck dieser Fenster besteht darin, den Altar bei geschlossener Kirche von draußen sehen zu können. Über der Tür befindet sich ebenfalls ein kleines Fenster. Auf der Südseite des Gebäudes im alten, original romanischen Teil befindet sich ebenfalls ein Fenster. Hier sind die ursprünglich im romanischen Bauwerk verwendeten mittelgroßen Quadersteine deutlich zu sehen.

## Die Geschichte

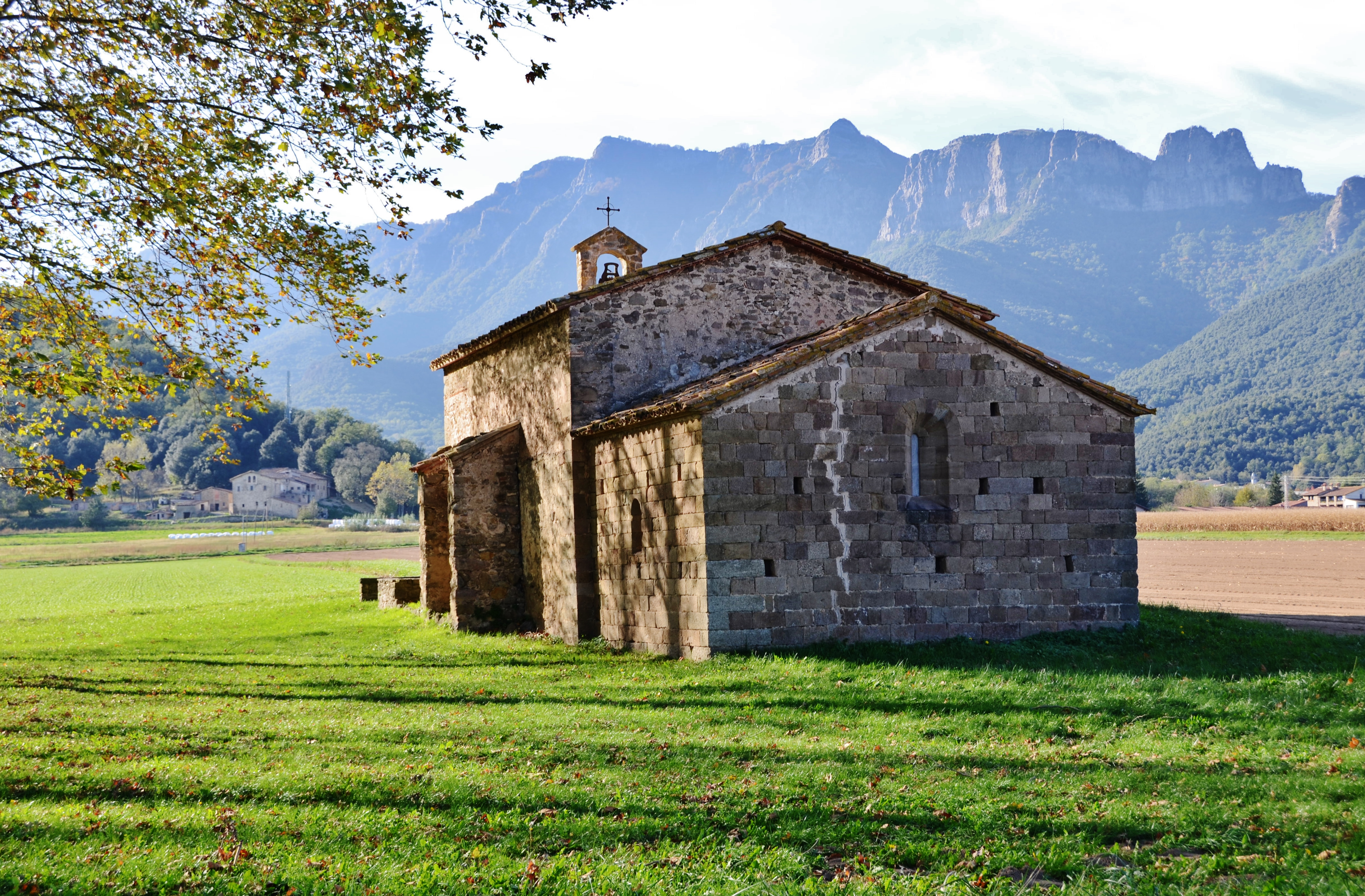
Die romanische Einsiedlerkapelle Sant Quintí d’en Bas

Die Kirche, der Vorgängerbau des heutigen romanischen Baukorpus, wurde erstmals im Jahr 998 in einer von Papst Gregor V. unterzeichneten Bulle als „Sancti Quintini“ erwähnt. In dieser Bulle wird festgelegt, dass die Kirche dem Kloster Santa Maria von Besalú zugeordnet ist. Im Jahr 1000 übergab Graf Bernat Tallaferro von Besalú diese kleine Kirche einer Zönobitengemeinschaft. Später wurde dann diese kleine Kirche bis 1776 als eigenständige Pfarreikirche genutzt. Im genannten Jahr unterstellte Bischof Thomàs de Lorenzana i Butron von Girona die Kirche der Pfarrei Sant Esteve d’en Bas.